# Alpenhochwasser 2005
Ein starkes Tief über der Adria (Tief Norbert, eine Vb-Wetterlage) führte zwischen dem 20. und 23. August 2005 große Wassermengen über den Balkan, Österreich und Süddeutschland an die Alpen, wo sich die Wolken als starker Regen entluden, was zum Alpenhochwasser 2005 in den nördlichen Vor- und Zentralalpen führte. Neben den Katastrophen in den Alpen war vom Tief auch der untere Donauraum betroffen, insbesondere Rumänien und Bulgarien, wo große Landstriche bis September 2005 sechsmal überschwemmt wurden (Donauhochwasser August 2005).

## Verlauf des Ereignisses

### Alpenraum
Das von der Flutkatastrophe betroffene Gebiet reichte (zeitlich gestaffelt) von Ostösterreich (Niederösterreich, Steiermark und Kärnten), über die Zentral- und Ostalpen (Berner Oberland über die Innerschweiz, Graubünden, Tirol und Vorarlberg) bis in das Alpenvorland nach Bayern und weiter die Donau abwärts.
Während in den Bergregionen vor allem Erdrutsche das Schadensbild prägten und ganze Ortschaften von der Außenwelt abschnitten, waren in den flacheren Gebieten die über die Ufer getretenen Flüsse und Seen das Problem. Dadurch wurde in den betroffenen Regionen der Verkehr komplett lahmgelegt.
Wegen der Überschwemmungen mussten verschiedene Kraftwerke stillgelegt und Stromleitungen aus Sicherheitsgründen abgeschaltet werden, sofern sie nicht durch die Unwetter in Mitleidenschaft gezogen wurden. Auch die Wasserversorgung und -entsorgung musste in einigen Regionen abgestellt werden. Ebenso fielen in den betroffenen Gebieten die Kommunikationsmittel (Festnetz, Handy, Internet) aus.
Funkamateure übernahmen den Notfunkverkehr und halfen bei der Aufrechterhaltung der Kommunikation.
Allein in der Schweiz kamen bei dem als Jahrhunderthochwasser bewerteten Ereignis je nach Quelle sieben bis zehn Menschen ums Leben.

#### Österreich

##### Niederösterreich
Am Abend des 21. August traten zahlreiche Bäche und Flüsse im südlichen Niederösterreich über die Ufer und kleinere Muren gingen ab. Besonders betroffen war der Bezirk Neunkirchen, und hier vor allem der Raum Edlitz und Wartmannstetten. Insgesamt standen 26 Feuerwehren mit 258 Mann im Einsatz. Auch die Tage darauf waren noch zahlreiche Keller auszupumpen. Weiters wurden aus dem Raum St. Pölten, sowie im Waldviertel im Einzugsgebiet der Lainsitz zahlreiche Feuerwehreinsätze gemeldet.
Befürchtungen, dass die Donau eine extreme Wassermenge führen würde, bestätigten sich nicht, da die Flutwellen des hochwasserführenden Inn und des Oberlaufes der Donau zeitverzögert sowohl in Oberösterreich als auch in Niederösterreich eintrafen. Außerdem war bei den Flüssen in Niederösterreich der Pegel schon früher wieder zurückgegangen. Die erste Flutwelle (des Inn) traf am 24. August ein. Seitdem stieg der Pegel nur langsam. An verschiedenen Stellen trat die Donau trotzdem über die Ufer, da die Wassermenge ungefähr einem dreijährigen Hochwasser entsprach. Ab 25. August fiel der Pegel der Donau laufend.

##### Steiermark
Betroffen war in der Steiermark vor allem die Landeshauptstadt Graz bereits am 21. August, sowie der Bezirk Deutschlandsberg. In Graz selbst wurde am 21. August die Katastrophe ausgesprochen, nachdem alle sechs Bäche über die Ufer getreten sind. Die Südbahn wurde bei Mixnitz durch eine Mure unterbrochen. Der Bezirk Leibnitz wurde in Mitleidenschaft gezogen, als die Mur über die Ufer trat. Ein Todesopfer war zu beklagen, nachdem eine Mure ein Haus regelrecht weggerissen hatte.
Infolge der langanhaltenden Niederschläge kam es im Raum Birkfeld zu mehr als 780 Rutschungen auf etwa 60 km² Fläche. Sowohl die Ortschaften als auch die Verbindungsstraßen wurden vielerorts verwüstet, so dass viele Bewohner evakuiert werden mussten und tagelang von der Außenwelt abgeschnitten waren. Dabei waren 2 Todesopfer zu beklagen, 3 Wohnhäuser wurden zerstört, 22 beschädigt.

##### Vorarlberg
Während sich in der Steiermark die Situation beruhigte, verwandelten sich in Vorarlberg in den Regionen Bregenzerwald, Arlberg, Montafon und Kleinwalsertal sowie in flussnahen Gebieten des Rheintales ansonsten kleine Bäche in reißende Wildwasser.
Durch Murenabgänge im Arlberggebiet wurden wichtige Stromleitungen zerstört, die das gesamte Stromnetz der Österreichischen Bundesbahnen lahmlegten, sodass der Zugverkehr im ganzen Land eingestellt werden musste. In Ludesch zwischen Bludenz und Feldkirch entgleiste ein Güterzug mit Tankwagen. Nach kurzer Zeit der Besorgnis wurde bekannt gegeben, dass die Tankwagen ungefährliche Ladung hatten.
Vorarlberg konnte mehrere Tage lang nicht vom benachbarten Bundesland Tirol erreicht werden, da alle Straßen- und Schienenverbindungen durch Murenabgänge gekappt wurden. Am 29. August wurde ein vorläufiger Schienenersatzverkehr zwischen Bludenz und Landeck eingerichtet. Der reguläre Zugbetrieb auf der Arlbergbahn konnte erst wieder am 3. Dezember 2005 aufgenommen werden. Auch die Montafonerbahn war einige Tage unterbrochen.
Auch die Haupttelefonverbindung zwischen Vorarlberg und Tirol und somit zwischen Vorarlberg und dem Rest von Österreich brach zusammen. Unzählige Glasfaser- und Kupferleitungen wurden auf einer Länge von mehreren Kilometern nach Murenabgängen komplett zerstört. Die Folge war, dass neben der Festnetzkommunikation auch die Mobilkommunikation und das Internet in Vorarlberg stark beeinträchtigt wurde. Die Telekom Austria konnte aber gemeinsam mit dem Bundesheer die Störungen innerhalb von zwei Tagen beheben, bzw. Ersatzschaltungen über das Ausland oder Sat schalten.
Mehrere Ortschaften (Gargellen, Bizau, Lech) wurden von der Außenwelt abgeschnitten, insgesamt wurden am 22. August etwa 400 Personen evakuiert.
Insgesamt standen allein in Vorarlberg 3.300 Feuerwehrleute im Einsatz. Die Trinkwasserversorgung in den Gemeinden Bezau, Mittelberg und Lech brach zusammen, in Lech gab es außerdem keine Stromversorgung mehr. In Reuthe löste eindringendes Wasser in ein Wohnhaus eine Kettenreaktion aus, die zu einer Explosion führte. Sechs Menschen wurden dabei zum Teil schwer verletzt.
Ein weiteres Problem stellten die von der Umwelt abgeschnittenen Almen dar, da viele Güterwege abrutschten oder verschüttet wurden. Mittels Luftbrücke mussten die Tiere mit Futter versorgt werden.

##### Tirol
Der Inn in Tirol erreichte am 22. August einen gefährlichen Höchstwert und drohte in Innsbruck über die Ufer zu treten. Sämtliche Innbrücken der Stadt wurden gesperrt, mehrere Gebäude der Universität Innsbruck mussten geräumt werden. Am Pegel Innsbruck wurde der höchster jemals gemessener Hochwasserabfluss HHQ von 1525 m³/s registriert.
Im Bezirk Reutte trat der Lech über die Ufer, mehrere Ortschaften waren wegen überschwemmter Straßen nicht erreichbar.
Im Bezirk Kufstein spitzte sich die Lage am Nachmittag des 22. August zu. In den Ortschaften Wörgl und Langkampfen wurde teilweise die Bevölkerung evakuiert. Auch die Inntalautobahn war betroffen, wo eine Brücke drohte, aufgrund von Unterspülungen weggerissen zu werden.

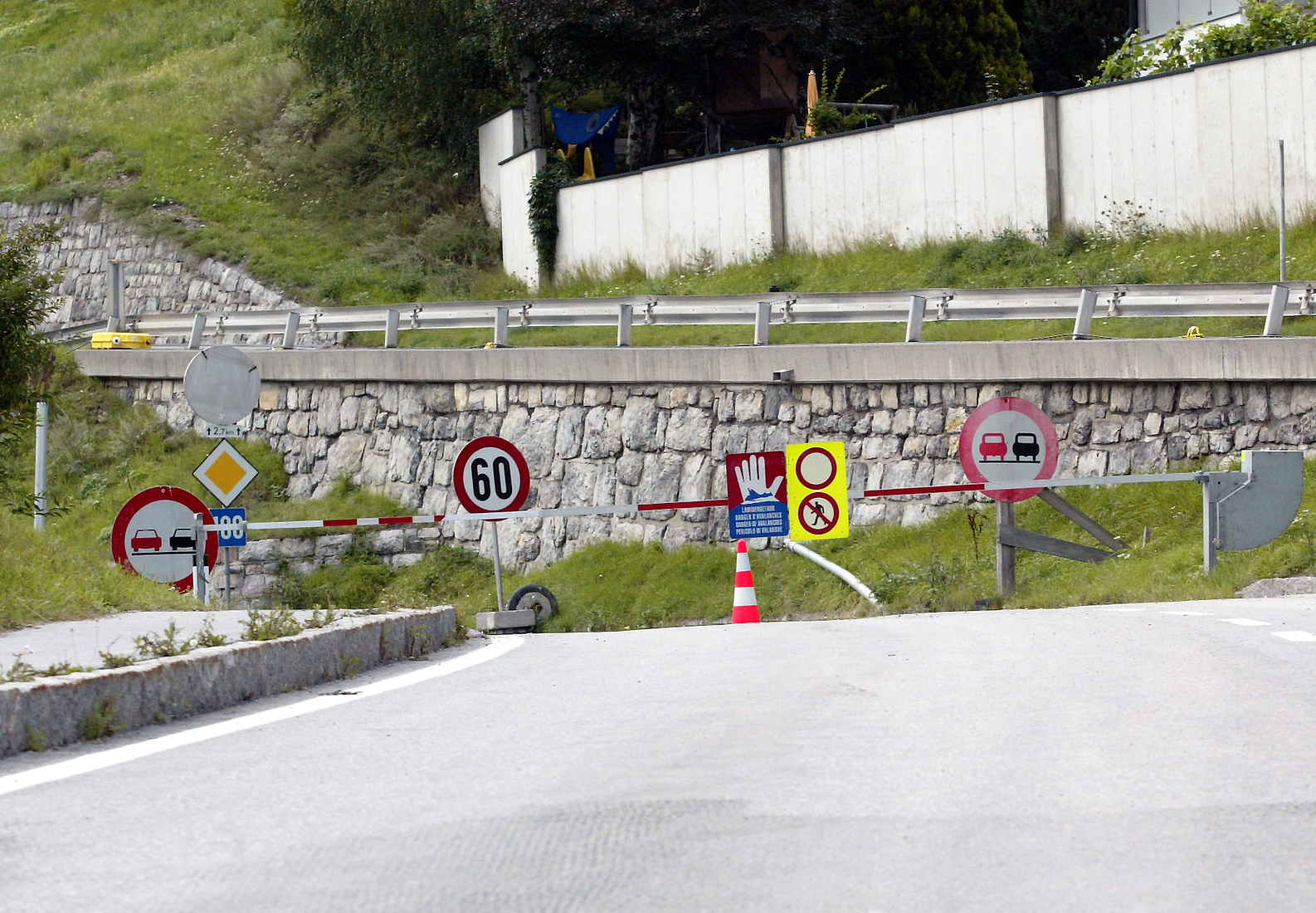
Straßensperre im Paznaun-Tal
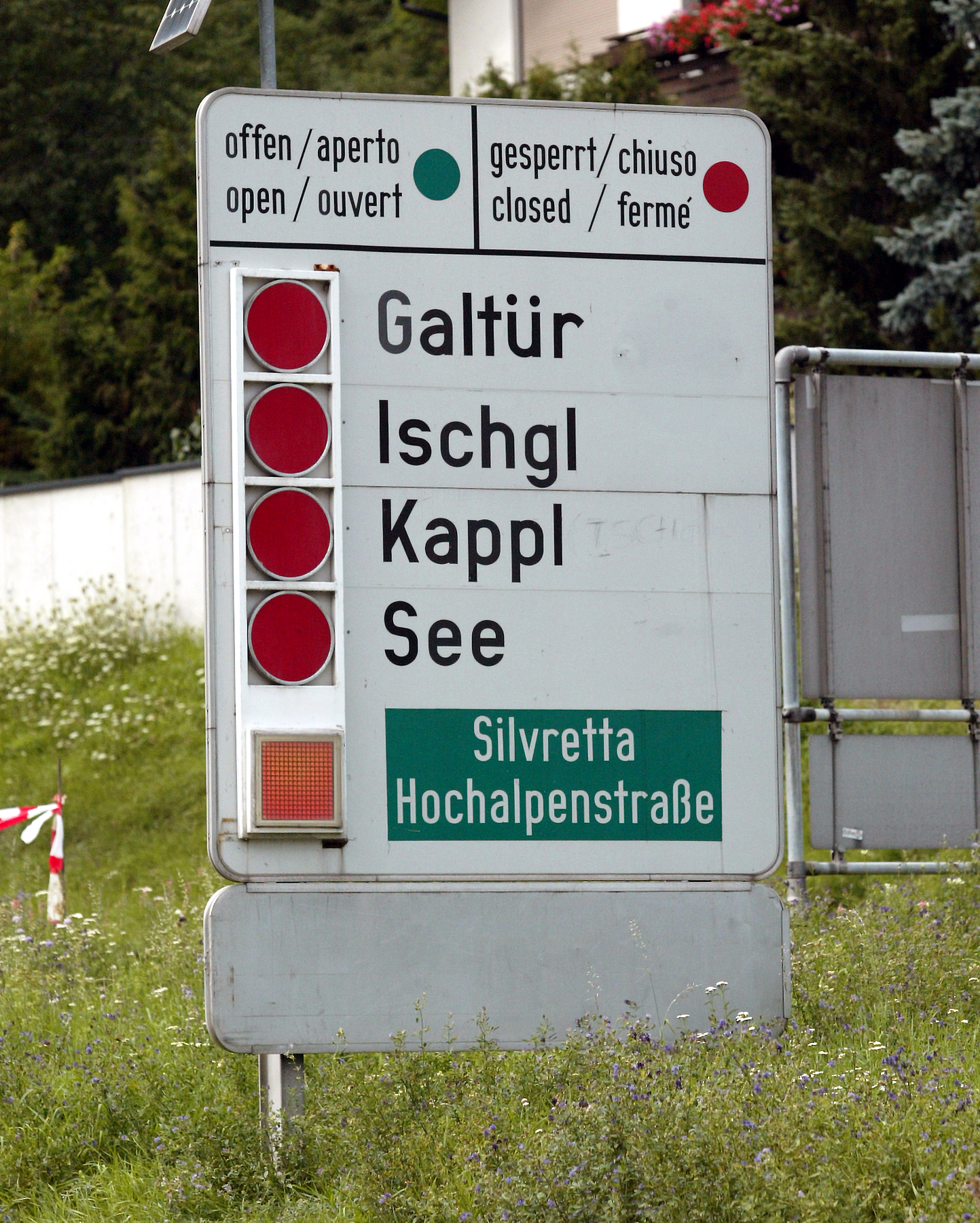
Das Paznaun ist abgeschnitten.
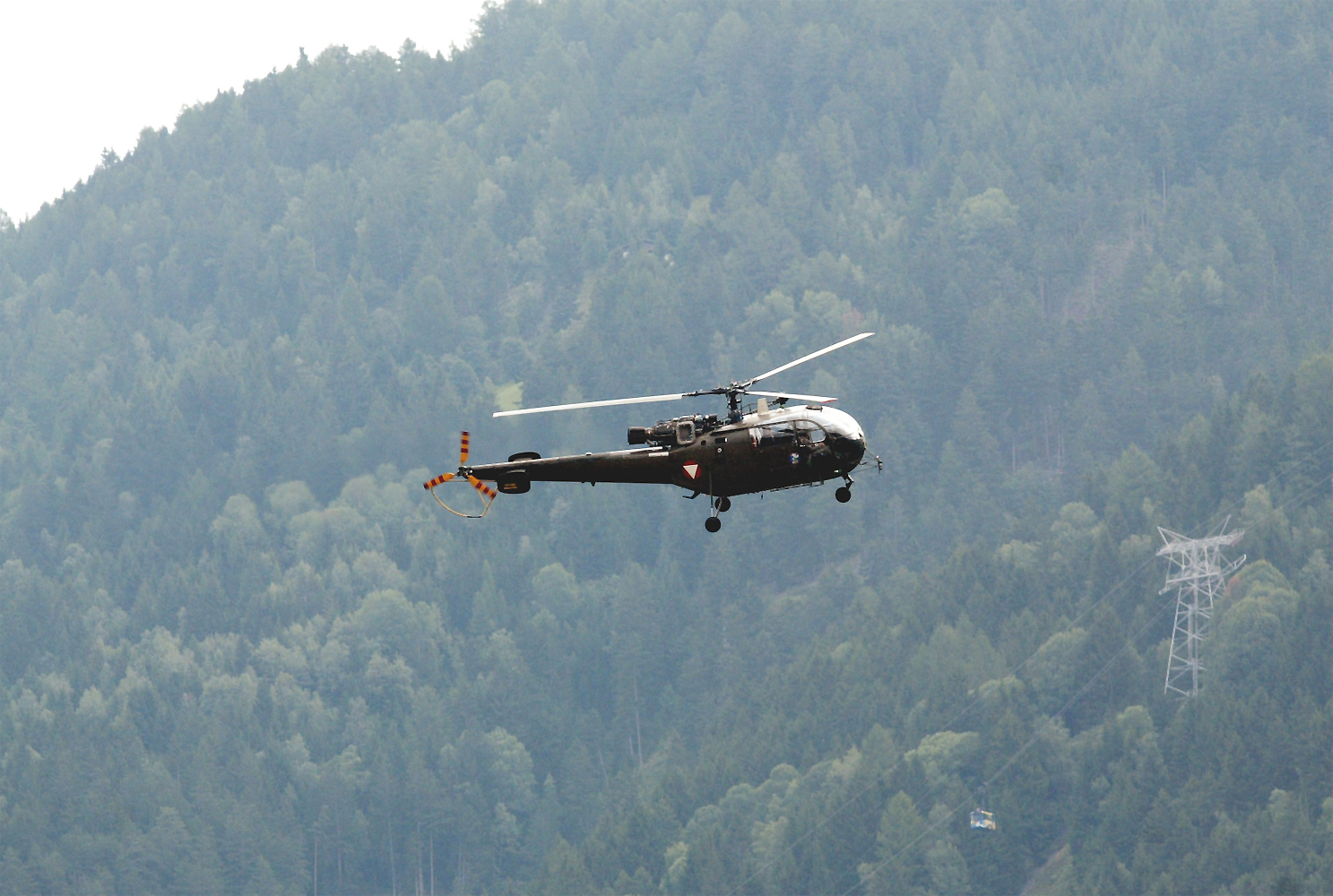
Eine Luftbrücke ins Paznaun wird eingerichtet, hier eine Alouette III des Bundesheeres
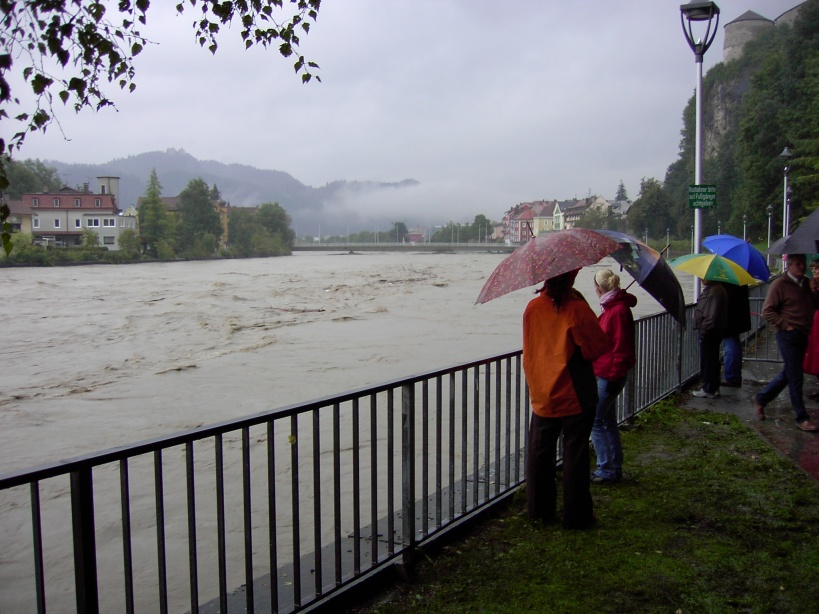
Hochwasseralarm am Inn bei Kufstein am 23. August 2005 um 18:00 Uhr
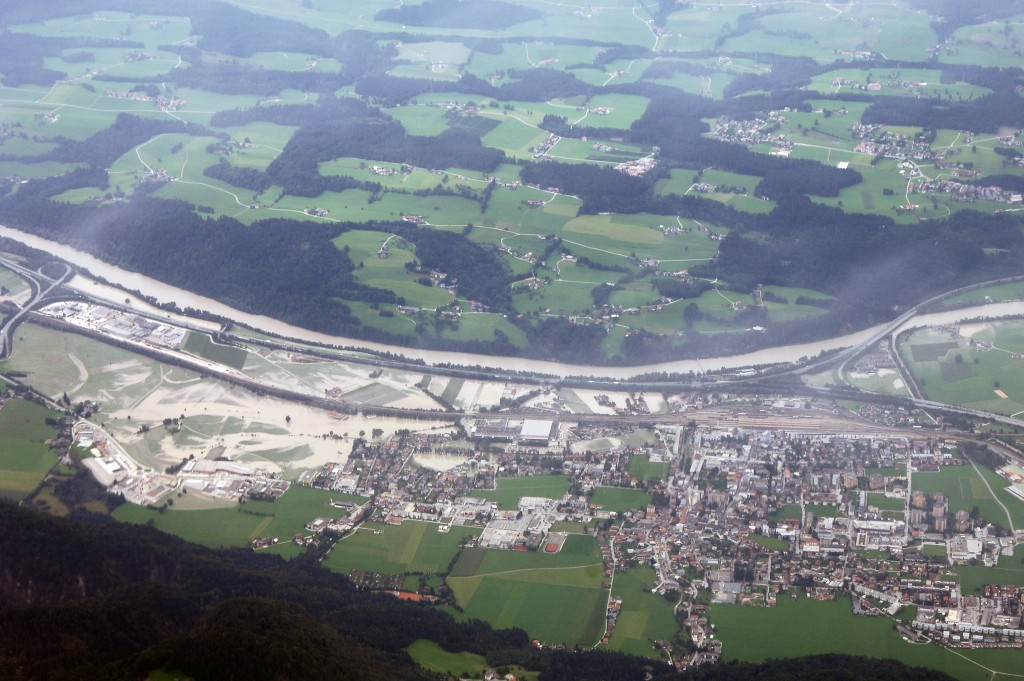
Hochwasser im Inntal bei Wörgl
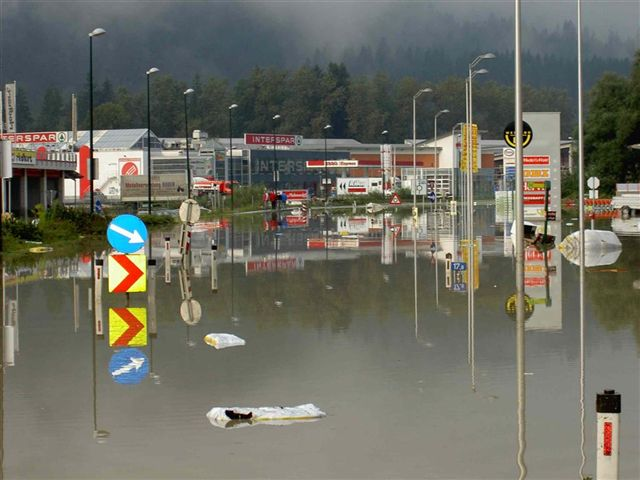
Das westliche Wörgl einen Tag nach dem Höhepunkt der Überschwemmung
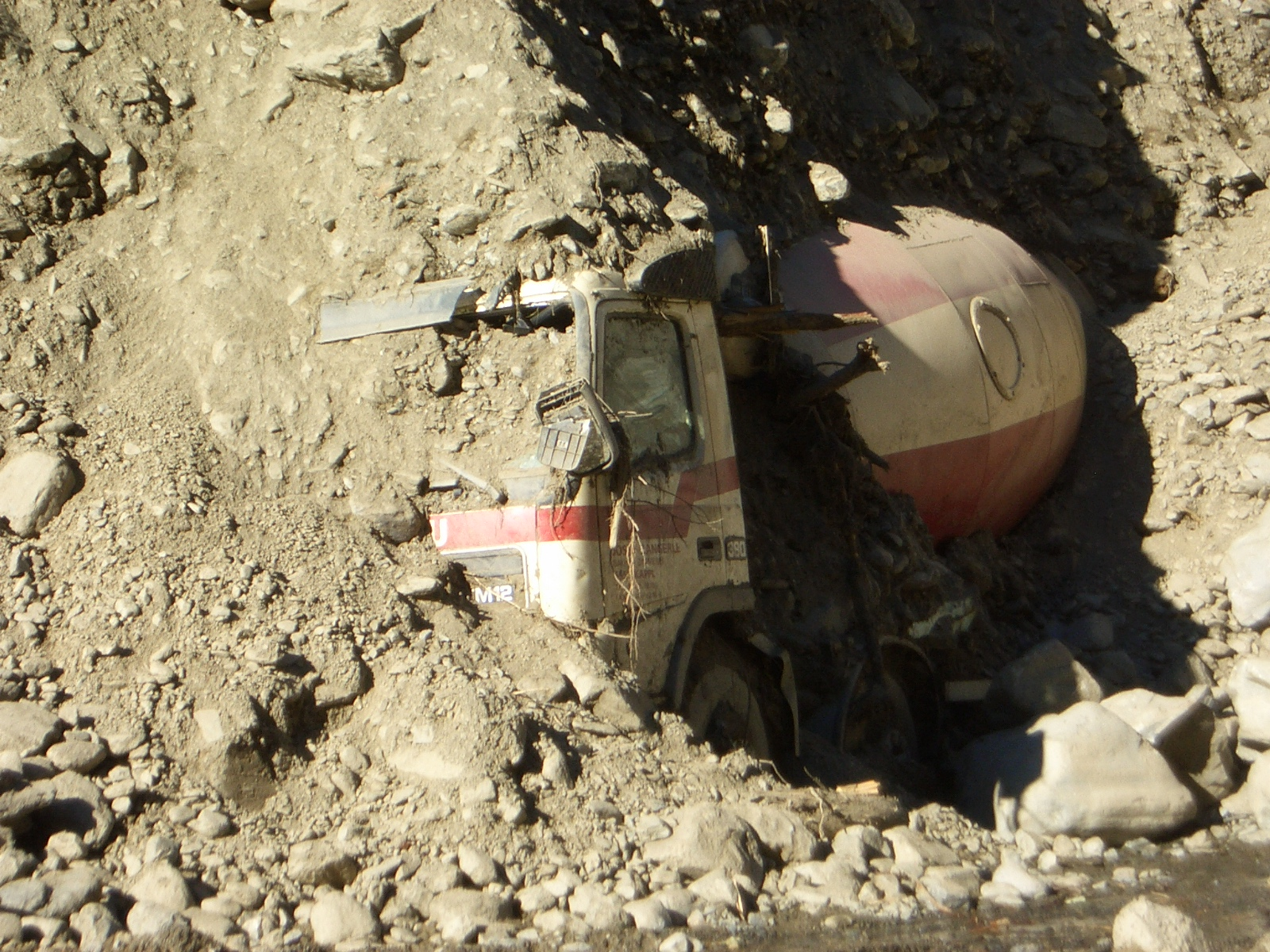
Betonmischwagen, verschüttet im Paznaun, knapp 2 Monate nach der Überschwemmung
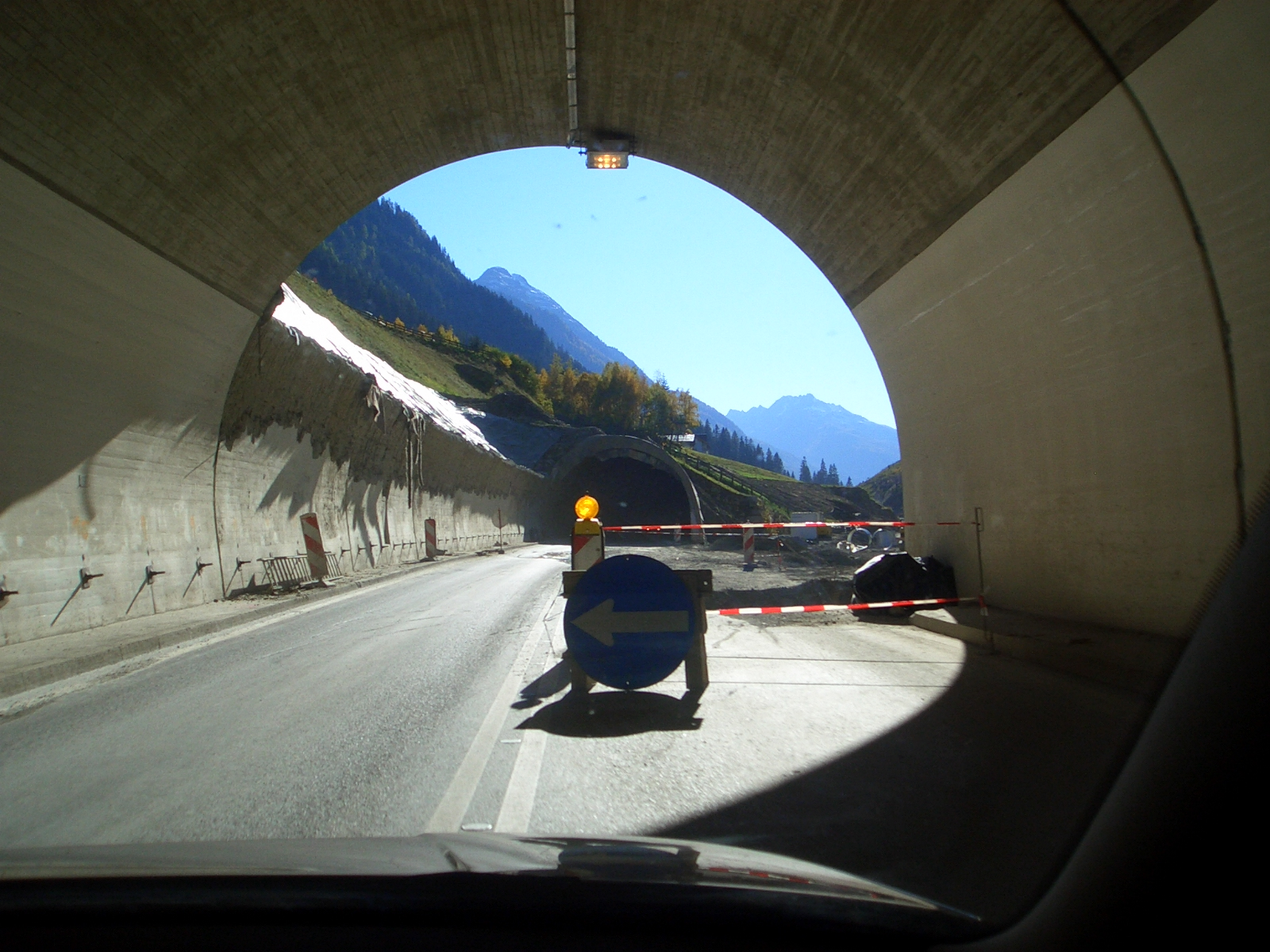
Fahrbahnprovisorium in der eingestürzten Galerie bei Ischgl
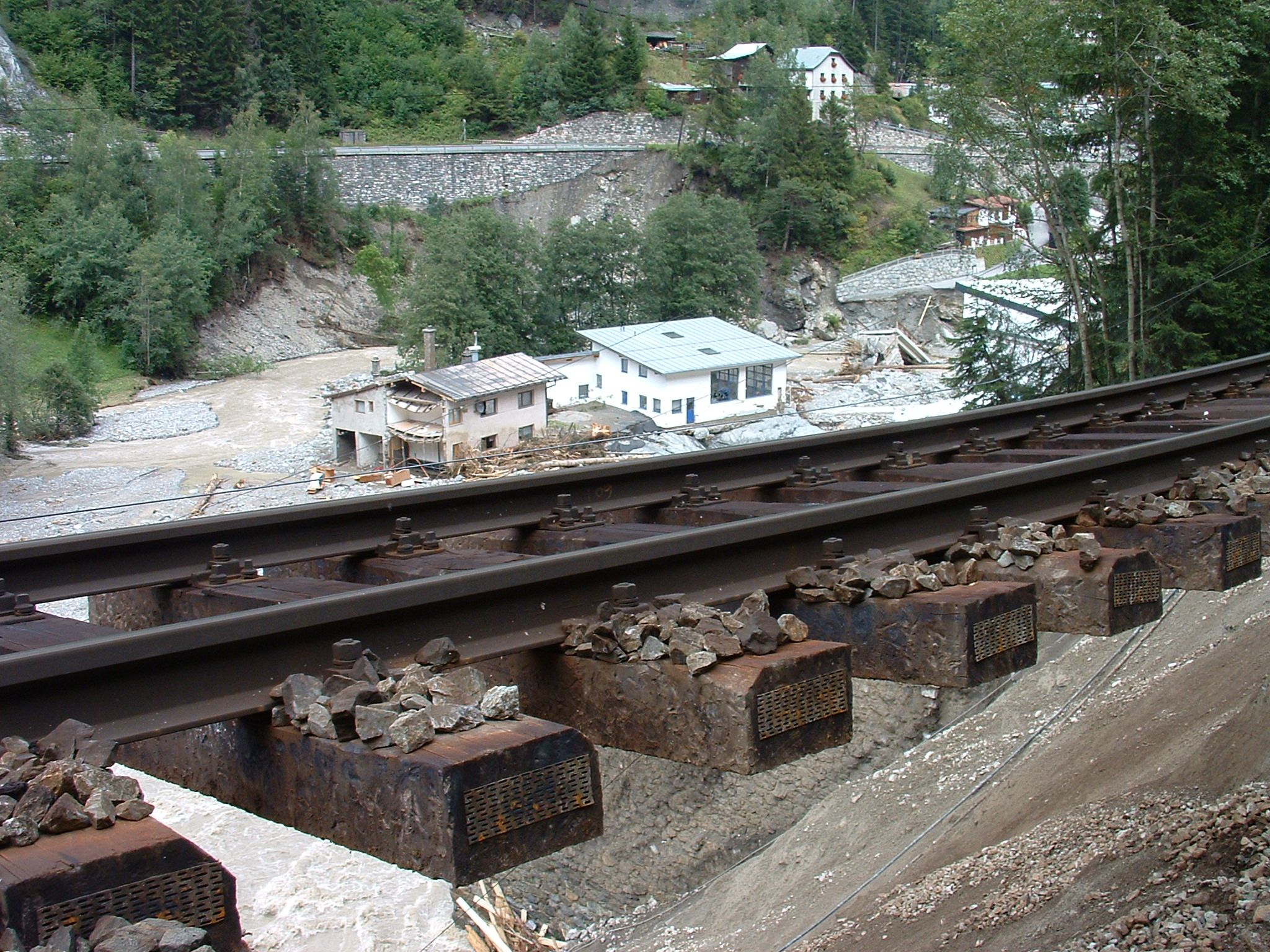
Unterspülte Arlbergbahn im Bereich des Einfahrsignals „Z“ im Bahnhof Strengen. Die Trasse ist dort bei normaler Wasserführung der Rosanna etwa 50 m vom Ufer entfernt.

Am stärksten betroffen war das Paznauntal im Bezirk Landeck. 30 Prozent der Straßen in dem Gebiet wurden verschüttet oder zerstört. In den Gemeinden Ischgl, See und Kappl wurden zahlreiche Häuser zerstört. Auch in der Gemeinde Pfunds trat ein Bach über die Ufer und flutete Teile des Dorfes. Kleinere Schäden entstanden in Pians, Mils bei Imst und Landeck. Am 26. August gelang es notdürftig, eine Ausfahrt der festsitzenden Urlauber aus dem Paznauntal über eine Forststraße zu ermöglichen, nachdem es vorerst nur über eine Luftbrücke des Bundesheeres zu erreichen war.
Da eine Hangabsenkung oberhalb der Galerie (Halbtunnel) am Talausgang festgestellt wurde, wurde der Talausgang wegen eines drohenden Erdrutsches wieder gesperrt. Am 1. September wurde die Straße Richtung Silvretta-Hochalpen-Pass freigegeben. Sie ist jedoch für Normal-PKW ungeeignet. An vielen Stellen wurde die zerstörte Fahrbahn durch Fels- und Schotteraufschüttungen notdürftig repariert. Dort war das Befahren nur mit Fahrzeugen mit großer Bodenfreiheit schadlos möglich. Am 12. September wurde die Straße in das Paznaun wieder zumindest zeitweise einspurig geöffnet.
Die Aufräumarbeiten waren geprägt von starker Solidarität. Urlaubsgäste legten Hand an, genauso wie hunderte freiwillige Helfer aus den nicht betroffenen Gebieten Österreichs und auch aus Südtirol.
Die Bahnlinie über den Arlberg war bis Dezember 2005 nicht passierbar.

##### Salzburg, Oberösterreich
Das Land Salzburg war besonders am 23. August betroffen, das Ausmaß reichte aber nicht an das Hochwasser vom 11./12. Juli 2005 heran, das im Oberpinzgau zu schweren Schäden geführt hatte. Auch Oberösterreich war verhältnismäßig wenig betroffen.

#### Schweiz

##### Zentralschweiz
Die ersten Unglücksmeldungen dieses Hochwassers kamen aus der Zentralschweiz, wo im Entlebuch verschiedene Erdrutsche niedergingen und so Verkehrswege verschütteten. Auch verschiedene Flüsse der Region, so die Kleine Emme und Seen wie der Sarnersee und der Vierwaldstättersee traten über die Ufer, was wiederum die Ortschaften Luzern und Brunnen unter Wasser setzte. Der Pegel des Vierwaldstättersees erreichte einen Wert, welcher 2 Meter über dem Normalwert lag. Brunnen war zeitweise von der Außenwelt abgeschnitten, da die Muota extremes Hochwasser führte. Die Messstation in Brunnen verzeichnete ein 21-faches Wasservolumen gegenüber dem Normalwert.
Das Reusswehr in Luzern wurde zerstört, jenes in Perlen-Buchrain drohte wegen des Schwemmholzes zu brechen.
Ein Erdrutsch zwischen Brunnen SZ und Sisikon führte zum Totalausfall der Gotthardbahn und der Axenstrasse. Die Gemeinde Ingenbohl gab ihren Schülern wegen des überfluteten Dorfzentrums gerade eine Woche zusätzlich Sommerferien.
Ein weiterer Erdrutsch gelangte vom Rossberg nach Goldau.
Die Zufahrten nach Engelberg wurden weggerissen. Das Dorf mit 4000 Einwohnern und 1000 Touristen war selber überflutet und nur noch per Helikopter zu erreichen. Die Zugverbindung musste bis zur Einweihung einer neu errichteten Brücke am 18. Dezember ruhen.
Im ganzen Tal der Engelberger Aa wurde wegen eines befürchteten Dammbruchs bei Engelberg Sirenenalarm ausgelöst.
Besonders tragisch war der Tod von zwei Feuerwehrleuten in Entlebuch, welche versuchten, in der Nacht auf Montag, den 22. August 2005, ein Haus vor dem Wasser zu sichern, als unvermittelt ein Erdrutsch aus dem Wald auf das Haus zuschoss.
Die Überschwemmungen im Kanton Uri unterbrachen die Verkehrsverbindungen über die Alpen. Sowohl die Autobahn als auch die Eisenbahnlinie mussten für den alpenquerenden Transit gesperrt werden. Am 25. August konnten beschränkt wieder lokale Züge verkehren, am 26. August verkehrte bereits wieder stündlich ein Zug zwischen Basel und Chiasso.

##### Berner Oberland

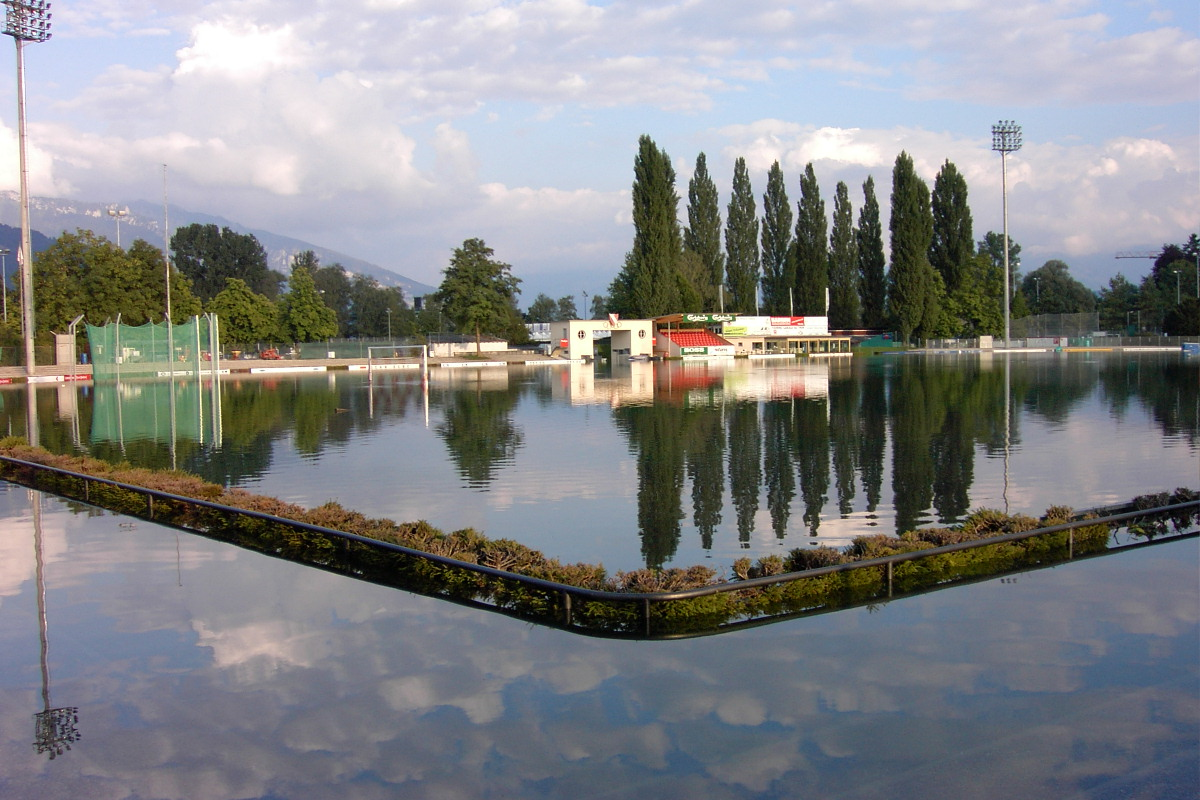
Das Lachenstadion in Thun am 23. August 2005

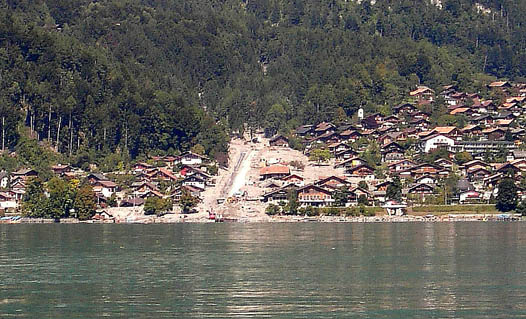
Schuttkegel in Brienz BE, eine Woche nach dem Unwetter

Schwemmholz im Bielersee am 24. August 2005

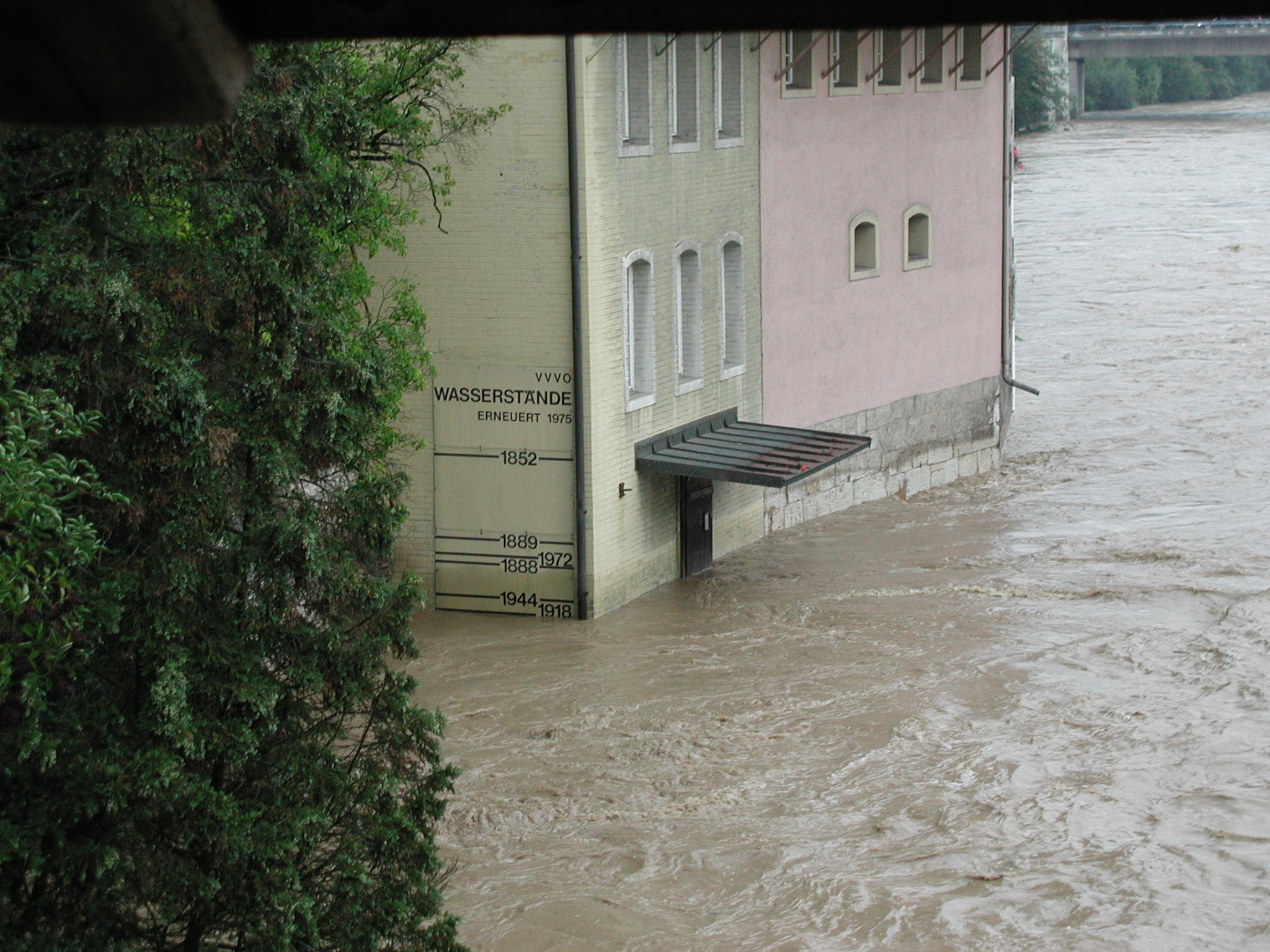
Die Aare in Olten erreichte am 22. August 2005 denselben Stand wie bereits 1918

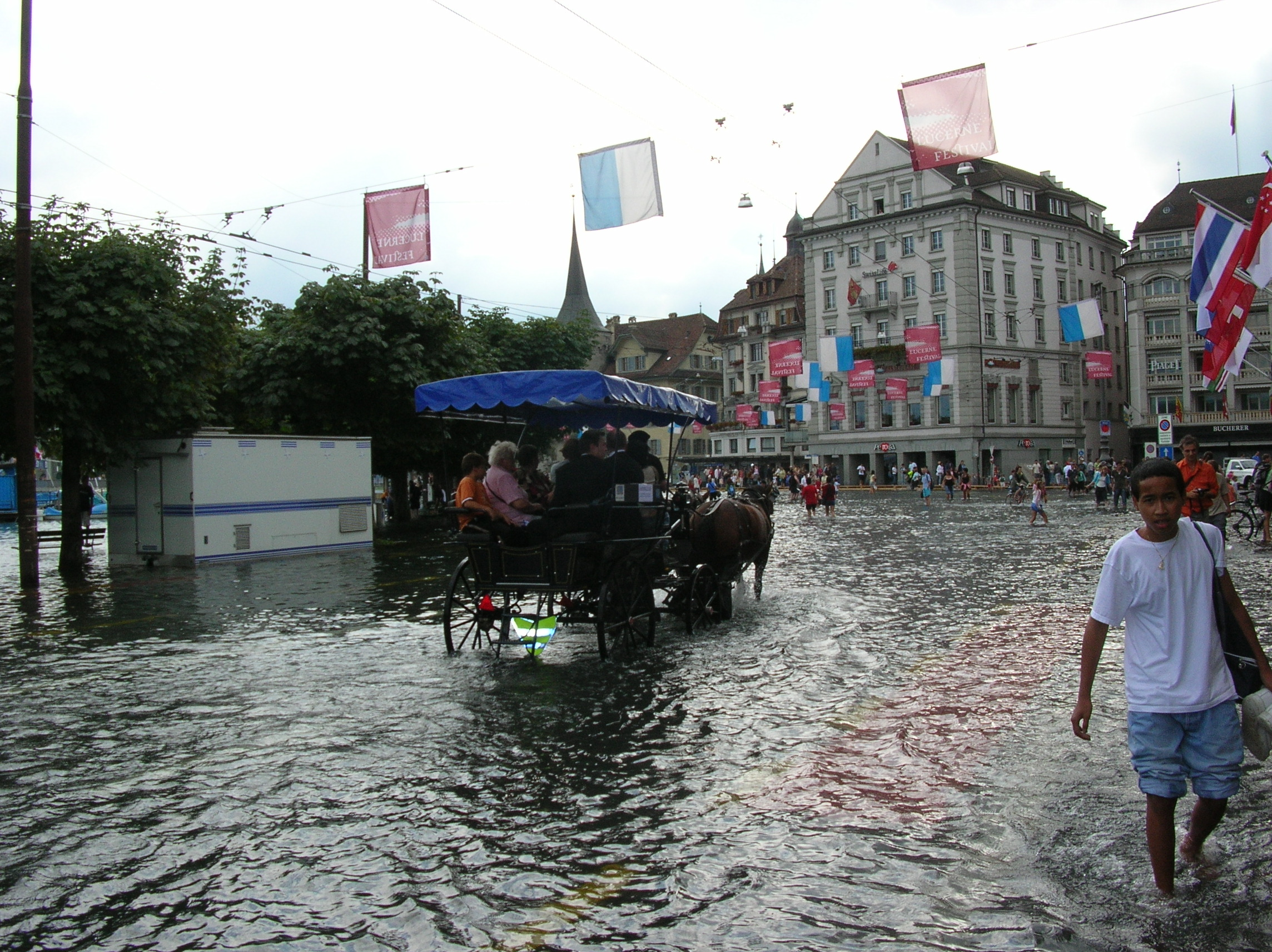
Hochwasser in Luzern am Vierwaldstättersee am 24. August 2005

Durch Erdrutsche wurden im Berner Oberland diverse Straßen und Eisenbahnstrecken unter- oder sogar weggespült, so dass viele Ortschaften von der Umwelt abgeschnitten wurden. Diese Wassermassen führten anschließend zu einem Anschwellen der Seen. Der Thunersee überschritt die Schadensgrenze um fast einen Meter. Dies setzte insbesondere Interlaken und die Verkehrswege zwischen dem Brienzer- und dem Thunersee unter Wasser.
In Brienz wurde ein ganzer Dorfteil durch die Wildbäche versehrt, wobei zwei Frauen umkamen. Andere Ortsteile mussten evakuiert werden, so vor allem das Gebiet zwischen dem Tracht- und Glyssibach. Auch das Altersheim Birgli wurde vorsorglich evakuiert. Die Durchfahrt durch das Dorf wurde während zwei Wochen aus Sicherheitsgründen gesperrt.
In Reichenbach im Kandertal überschwemmte und beschädigte der Bach Kiene rund 100 Häuser im Ortsteil Kien. Es mussten rund 300 Bewohner evakuiert werden, die ersten Leute konnten am Freitag, 26. August 2005 wieder zurückkehren.
In Oey-Diemtigen, Simmental, wütete der Bach Chirel während dreier Tage, es mussten über 200 Bewohner evakuiert werden. Die Gleise der BLS Lötschbergbahn (Spiez – Zweisimmen) wurden völlig zerstört, wie auch die Straße ins Diemtigtal. Aufgrund der Stauung des Chirel an der Bahnbrücke hatte sich der Bach einen Weg zunächst durch den unteren Dorfteil von Oey gesucht, später durch das ganze Dorf. Zwei Tage lang floss der Bach durch das Dorf.
In Guttannen kam es nach den starken Regenfällen zu einer Reihe von Murgängen, welche die Kantonsstrasse überschütteten und die Aare umlenkten, so dass diese durch das Dorf floss. Mit mehr als 500'000 m³ mobilisiertem Geröll war dies das größte solche Ereignis im Schweizer-Alpenraum in der neueren Zeit.

##### Übriger Kanton Bern
Die Aare förderte nach den Hochwassern ihrer Zuflüsse das Vierfache der normalen Menge durch ihr Flussbett. Das setzte in der Stadt Bern das Mattequartier zum Teil mehrere Meter unter Wasser. Am 24. August musste das Quartier schließlich zwangsgeräumt werden, da Einsturzgefahr für die Häuser bestand. Weiter unten an der Aare wurden noch weitere Ortschaften überschwemmt.
Der Bielersee hat am 22. August die Schadensgrenze überschritten und diverse Ortschaften entlang dem See überflutet. Außerdem wurden riesige Mengen an Schwemmholz (siehe Bild) in den See gespült. Allein aus dem Bielersee mussten insgesamt 7'000–8'000 m3 Holz entfernt werden.

##### Aargau
Das Wasser der Emme im Kanton Aargau führte neben dem Schlamm und Wasser auch viel Geschiebe und Treibholz mit sich und verwandelte im Anschluss die Reuss in einen Wildbach. Dadurch wurden viele Holzbrücken in Mitleidenschaft gezogen oder sogar eingerissen. In den Staustufen der Reuss konnte zwar einiges vom Geschiebe und dem Treibholz zurückgehalten werden, dennoch wurden insbesondere die Ortschaften Bremgarten AG und Windisch AG überflutet.

##### Zürich

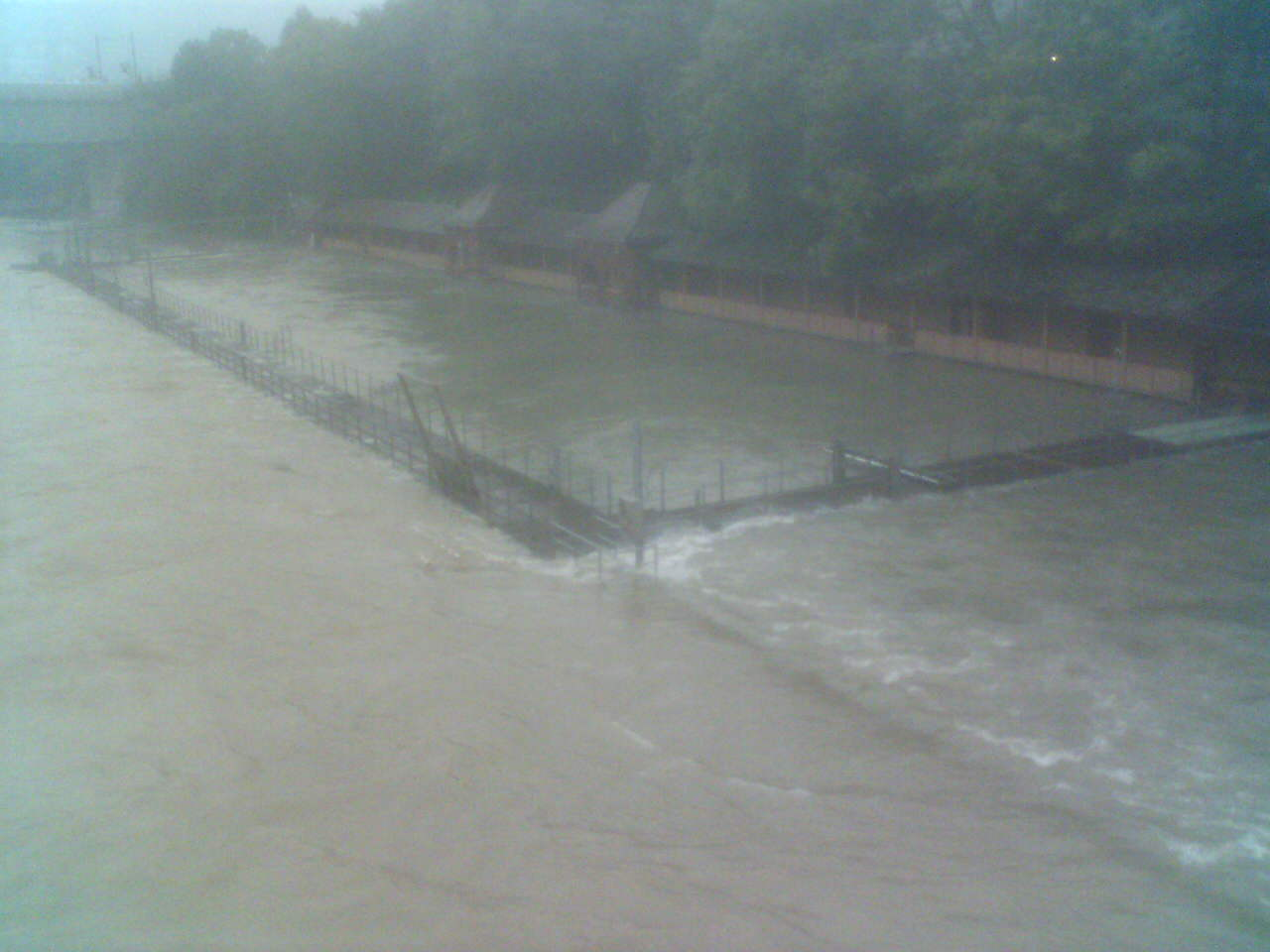
Das Flussbad Unterer Letten in Zürich kämpft mit den Wassermassen

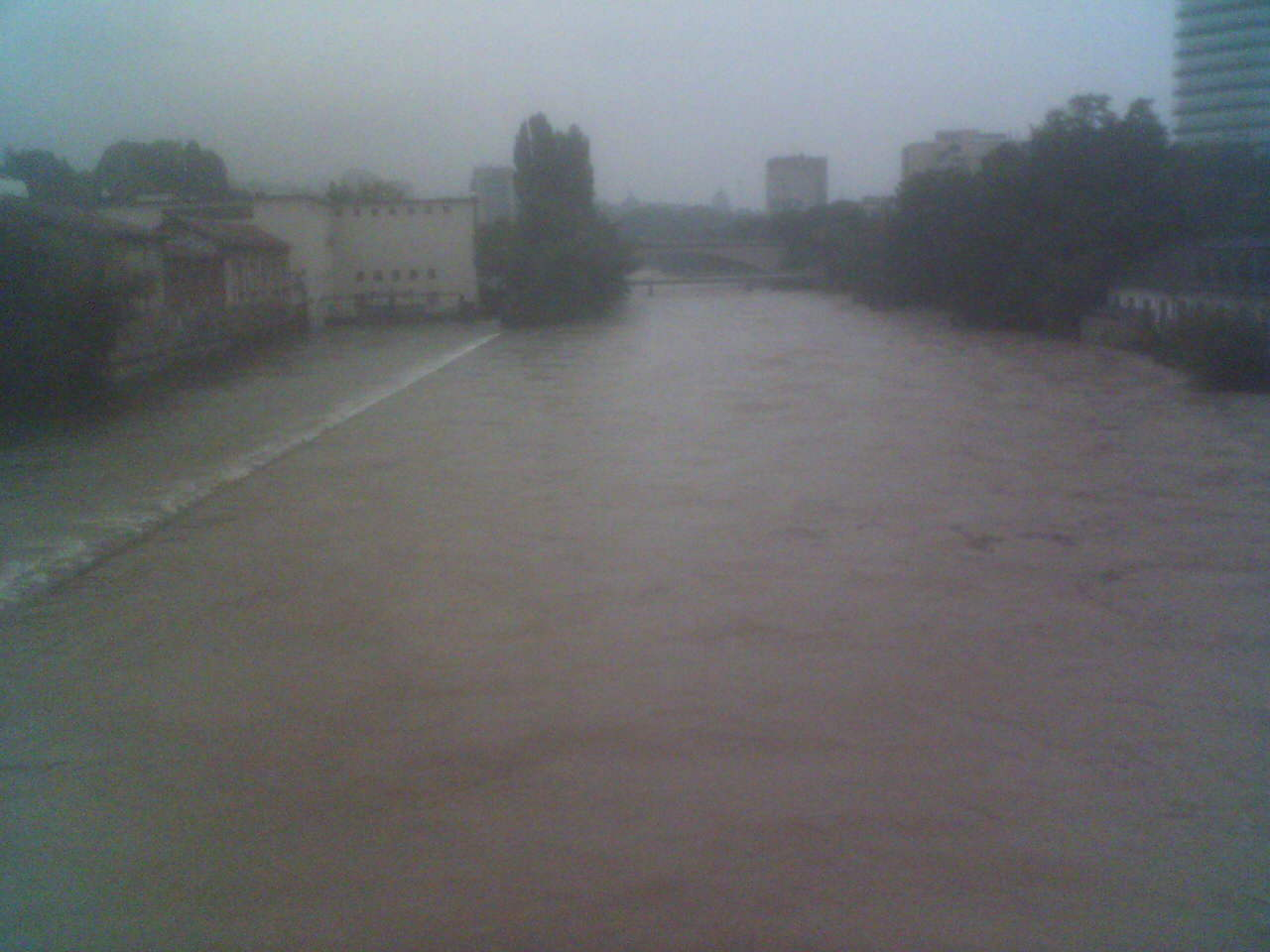
Bedrohlich hoher Wasserstand der Limmat am Letten, Zürich

In Zürich kam es nur zu geringfügigen Überschwemmungen, der kritisch hohe Wasserstand führte jedoch zur Sperrung zahlreicher Uferwege. Um Haaresbreite hätte zudem die Sihl die Zürcher Innenstadt und den Hauptbahnhof überflutet.

##### Glarus und Walensee
Die Straße nach Elm wurde verschüttet und die im Ausgang des Glarnerlandes liegende Linthebene unter Wasser gesetzt. Der Autobahntunnel am Walensee führte so viel Wasser, dass die Personenwagen über den Kerenzerberg umgeleitet wurden. Für Lastwagen war der Tunnel noch passierbar.
Auch Weesen wurde überschwemmt.
Da auch der Bahnhof Ziegelbrücke unter Wasser stand, musste der Eisenbahnverkehr zwischen Zürich und Chur sowie in Richtung Glarus unterbrochen werden.

##### Nordostschweiz
Die Ostschweiz wurde von den Flutwellen weitgehend verschont. Der Schwerpunkt lag beim Auspumpen von Kellern. Die Thur wie auch die Sitter traten punktuell über die Ufer. Im St. Galler Rheintal führte der Rhein sehr große Wassermassen, aber die Vordämme konnten das zusätzliche Wasser fassen und überschritten die kritische Grenze nicht.

##### Graubünden
Die Landquart im Prättigau führte vom Vereinatal, und auch vom Sardascatal her auch viel Geschiebe und Treibholz mit und überflutete große Teile von Klosters. Dabei wurde die gerade neu erstellte Badi vollkommen zerstört und mit Geschiebe zugedeckt. Die Quartiere Doggiloch und Brügga sowie das Altersheim und der Spielplatz wurden vollkommen überschwemmt. Das Altersheim wurde evakuiert und die Heimbewohner wurden in ein Hotel einquartiert. Bei Monbiel, einer Fraktion von Klosters, wurde ein Hang etwa 50 Meter ins Land hinein weggeschwemmt. Mehrere tausend Kubikmeter Boden gingen verloren. Bei der Überschwemmung war ungewöhnlich, dass Klosters total überschwemmt wurde. Obwohl es sich um eine steile Gegend handelt, stand das Wasser mancherorts bis zu 3 Meter hoch. Serneus wurde von der Umwelt fast völlig abgeschnitten, weil die schon lange sanierungsbedürftige Brücke zu Serneus von der Landquart mitgerissen wurde. In Küblis, weiter unten im Prättigau, wurde von den Wassermassen eine Spaziergängerin weggerissen, vermutlich von den Ästen eines aus dem Wasser ragenden Baumes. Die Frau wurde einige Tage später am deutschen Ufer des Bodensees geborgen. Bei Fideris, der engsten Stelle des Tales, kam die Landquart bedrohlich nahe an den Bahndamm heran, was zu einer Sperrung der Bahnlinie Landquart GR-Davos führte.
Im Unterengadin, in Susch donnerte eine vom Susasca-Bach mitgeführte Gerölllawine mitten durchs Dorf und setzte das Dorf unter Wasser. Die Brücke der Kantonsstrasse über den Bach wurde größtenteils zerstört und die etwas oberhalb davon verlaufende Eisenbahnbrücke wurde arg in Mitleidenschaft gezogen.
Am Portal des Vereinatunnels bei Sagliains wurde die Straße mit Geröllmassen überdeckt und die Talstrasse teilweise unterspült. Weiter in Richtung Guarda donnerten etliche Kubikmeter Wasser, Holz und Geröll aus dem Val-Tuoi in Richtung Inn. Der Talbach überspülte sogar die 10 Meter hohe Straßenbrücke.
In der Nähe von Scuol verursachten die Wassermassen einige grobe Zerstörungen an Straßen und Bahnlinien: Die Eisenbahnstrecke zwischen Ardez und Scuol-Tarasp wurde durch die Zerstörung der Tasna-Brücke unterbrochen. Im unteren Bereich des Val Tasna wurde zudem die Kantonsstrasse stark beschädigt.
Die Zerstörungen führten dazu, dass die Gemeinden zwischen Susch und Ftan von der Außenwelt abgeschnitten waren. Die Situation besserte sich erst am Donnerstag Nachmittag, als die Straße zwischen Ftan und Ardez wieder geöffnet wurde.

#### Deutschland
In Deutschland waren besonders Südbayern betroffen, daneben das nördliche Bayern, das Erzgebirge, Teile von Nordrhein-Westfalen sowie der Schwarzwald.

##### Landkreis Neu-Ulm

Hochwasser in Ulm/Neu-Ulm am 24. August 2005, von Ulmer Seite fotografiert

Aufgrund des Hochwassers der Iller, die bei Neu-Ulm im Landkreis Neu-Ulm in die Donau mündet, drohte Neu-Ulm ebenfalls eine Hochwasserkatastrophe. Bereits am 23. August wurde Katastrophenalarm ausgelöst und das Krankenhaus evakuiert. Die direkt an die Donau angrenzenden Wohngebiete wie Villenviertel oder die Innenstadt wurden mithilfe großer Sandsackbarrieren erfolgreich vor dem Wasser geschützt. Das bekannte Freizeit-Bad Atlantis mitsamt der Eislaufanlage konnte jedoch nicht gerettet werden und wurde überflutet. In Senden mussten Stadtteile evakuiert werden. Auch war die B 28 in der Höhe der Überführung B 30 gesperrt. Der Höchststand der Iller bei Wiblingen am 24. August mittags blieb entgegen der Vorhersage unter dem Pegel des Pfingsthochwassers 1999.
Ulm blieb weitgehend verschont. Die an die Stadtmauer angrenzenden Häuser im Fischerviertel hatten jedoch von der rückgestauten Blau, die dort in die Donau fließt, Wasser in Kellern und Gärten zu melden. Die Donauwiese war ebenfalls komplett überschwemmt.

##### Kempten und Landkreis Oberallgäu
Im Landkreis Oberallgäu erreichte die Iller historische Höchststände. Durch einen Dammbruch in Sonthofen wurde unter anderem ein Campingplatz überflutet. Dabei wurden Wohnwagen mitgerissen. In Kempten drohte die Iller über die Hochwasserschutzmauern überzulaufen. Hier waren 200 Bundeswehrsoldaten bei Hochwasserschutzarbeiten im Einsatz. Trotzdem wurden unter anderem der Friedhof und das Krematorium überflutet.
Die Bundesstraße und die Bahnverbindung nach Oberstdorf wurden unterbrochen. Des Weiteren mussten die B 16 bei Füssen sowie die A 7 im Grenztunnel gesperrt werden. Das Tannheimer Tal wurde durch Murenabgänge von der Außenwelt abgeschnitten. Wichtige Passstraßen ins benachbarte Tirol, wie der Fernpass und der Arlbergpass, waren gesperrt. Während die meisten Straßensperrungen nur kurzzeitig bestanden, blieb die Zufahrt nach Birgsau tagelang unmöglich.

##### Landkreis Garmisch-Partenkirchen
Im Landkreis Garmisch-Partenkirchen war durch einen Dammbruch Eschenlohe weiträumig überflutet. Kurzzeitig waren alle Zufahrtswege nach Garmisch-Partenkirchen unterbrochen.

##### München

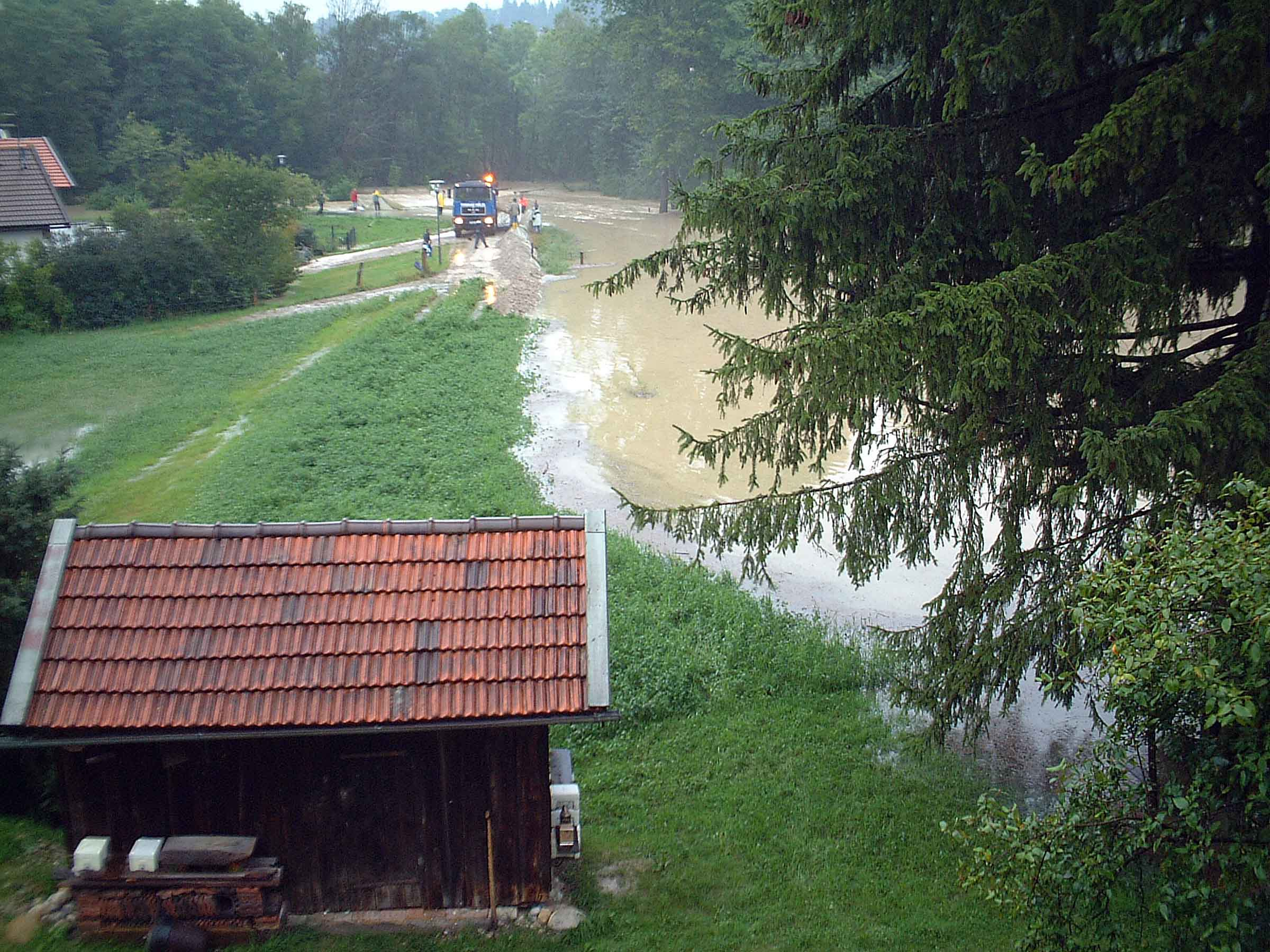
Südlicher Stadtrand von Bad Tölz am 23. August 2005

Am 23. August stieg der Pegel der Isar auf Jahrhunderthöchststand (Qmax ~ 980 m³/s). Einen Tag später wälzte sich die Scheitelwelle auf Freising zu. Die Lage verschärfte sich, nachdem der Sylvensteinspeicher geöffnet werden musste. Mehrere Ortschaften im Einzugsbereich der Isar wurden überflutet.
Glücklicherweise wurden in der Stadt München die Dämme nach dem Pfingsthochwasser 1999 verstärkt. Dennoch drückte in manchen Stadtvierteln wie der Au das Grundwasser nach oben, so dass mehrere Keller von den Feuerwehren und mobilen Fahrzeugen der Stadtwerke ausgepumpt werden mussten. Auch das Deutsche Museum vermeldete Wassereinbrüche.

##### Augsburg

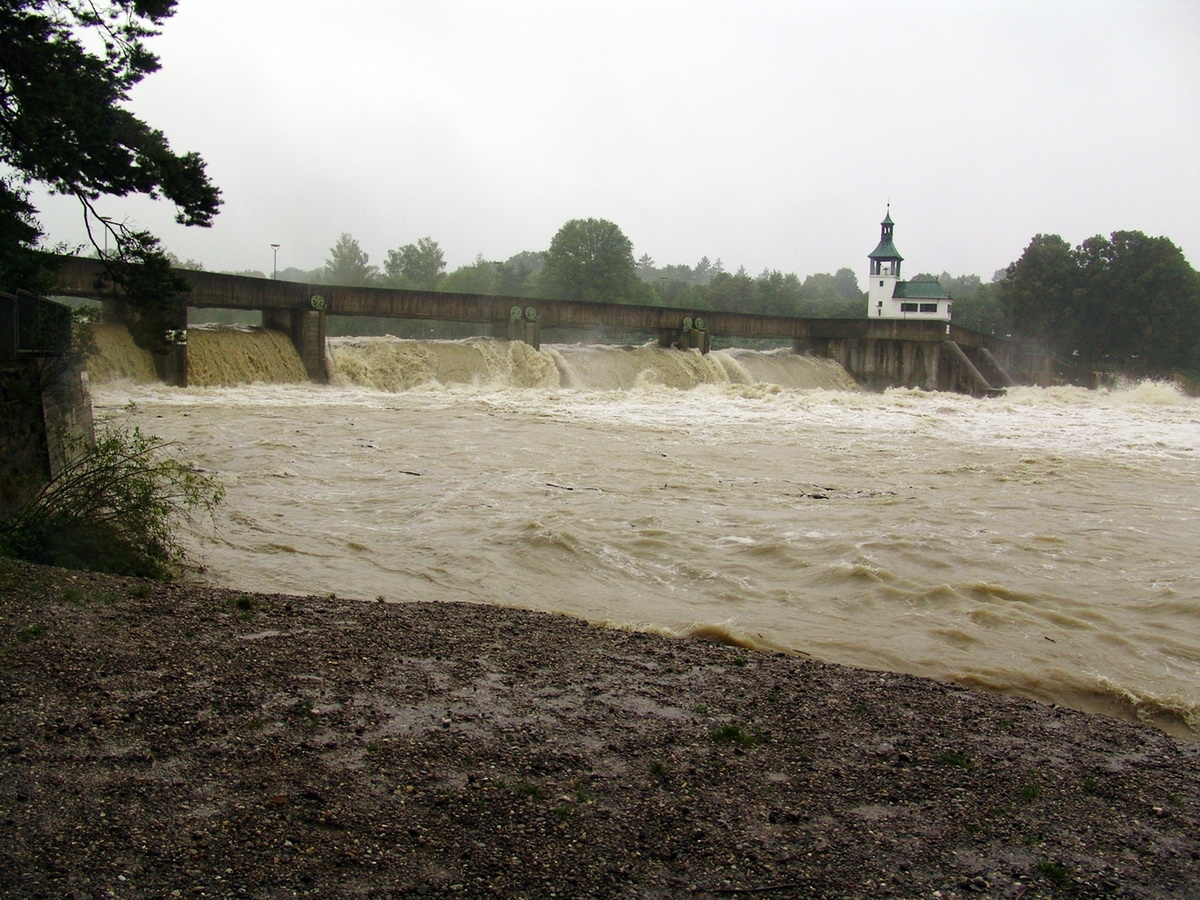
Der vom Lech bedrängte Hochablass in Augsburg

In Augsburg wurden die provisorischen Fundamente des Neubaus der Autobahnbrücke der Bundesautobahn 8 über den Lech (1540 m³/s) unterspült, und die noch nicht fertiggestellte Brücke sackte am Morgen des 23. August auf der Ostseite um ca. 30 cm ab. Vorsorglich wurde auch die dahinterliegende Autobahnbrücke gesperrt. Außerdem wurde die Bevölkerung in einigen Gebieten wegen der Rückstaugefahr im Falle eines Einsturzes auf eine Evakuierung vorbereitet. Auch wurde der Straßenbahnverkehr der Linie 1 von und nach Lechhausen eingestellt und andere Lechbrücken auf eine Sperrung vorbereitet.
Nachdem das Fundament im Laufe des Tages, mit Hilfe von sehr vielen LKW-Ladungen großer Steine, stabilisiert werden konnte, wurde die Vollsperrung der Brücke in der Nacht zum 24. August wieder aufgehoben. Der Vorfall sollte die Fertigstellung der neuen Brücke nach Angaben von Fachleuten um mindestens ein halbes Jahr verzögern, jedoch war der Schaden in Höhe von ca. 2 Millionen Euro bereits im Dezember behoben.
Des Weiteren drohte das Provisorium der Dieselbrücke vom Hochwasser der Wertach mitgerissen zu werden. Die Brücke musste deshalb ebenfalls gesperrt werden. Dies wiederum führte in Augsburg und Gersthofen zu einem Verkehrschaos, mit der Folge, dass sich ein Rückstau auf der Autobahn A 8 von 20 km bzw. 15 km bildete.

### Unterer Donauraum
Neben den rasch einsetzenden Notlagen im Alpenraum war insbesondere der untere Donauraum betroffen. Hier gingen enorme Niederschläge direkt nieder, die nach der Serie von Überschwemmungen 2005 zu weitläufigen Überflutungen führten, auf die die Flutberge des Alpenhochwassers im Lauf etlicher Tage aufliefen.

## Opferzahlen und Schadensausmaß
Die Überschwemmung dürfte mindestens 30 Todesopfer gefordert haben, 23 in Bulgarien, 6–10 in der Schweiz, 1 in Österreich. Die Zahl der Evakuierten im unteren Donauraum ging in die Zehntausend.
Die Gesamtschäden allein in der Schweiz, Österreich, Deutschland, Ungarn und Slowenien werden von der Münchener Rückversicherungs-Gesellschaft auf 2,7 Milliarden Euro geschätzt, wovon der Hauptteil auf die Schweiz entfällt. Das Schadensausmaß in Rumänien und Bulgarien soll etwa 1 Milliarde Euro betragen, wobei sich die Schäden der diversen Hochwässer kaum trennen lassen: Schon für den Juli schätzte die USDA Ernteverluste von 19 % am Balkan.

### Schweiz
Eine Abrechnung vom 27. Oktober 2005 ergab, dass allein in der Schweiz der Schaden 2,5 Milliarden Franken betrug, wovon zirka 550 Millionen die öffentliche Hand (Straßen, Brücken, Bachläufe) betrafen. Für einen effektiven Hochwasserschutz müssen für die nächsten Jahre weitere insgesamt 600 Mio. aufgewendet werden. Die Schadenssumme wurde später mit 3 Milliarden angegeben.
Da das Hochwasser vielerorts mit Stromausfällen einherging, wurde festgestellt, dass große Teile der durch Sirenen alarmierte Bevölkerung sich nicht über Radio informieren konnten, da batteriebetriebene Radios in den Haushalten zugunsten von Stereoanlagen immer weiter abnehmen. Das Schweizerische Bundesamt für Bevölkerungsschutz begann darum, neue Informationskonzepte zu erarbeiten.

### Österreich
In Tirol schätzt man die Schadenshöhe (teils einschließlich der Juli-Hochwässer) auf ca. 260 Millionen Euro, in Vorarlberg von 180 Millionen, in der Steiermark von 60 Millionen Euro und im Land Salzburg ca. 60 Millionen, so dass der Gesamtschaden in Österreich deutlich über 500 Millionen Euro liegen dürfte. Sowohl Kräfte des Bundesheeres als auch des Katastrophenhilfsdienstes der Feuerwehren anderer Bundesländer waren zur Unterstützung im Einsatz.
Teilweise können Häuser an den derzeitigen Standorten nicht mehr aufgebaut werden.
Am 7. September 2005 fand die vom ORF in der Innsbrucker Eishalle veranstaltete Abschlussgala für die Hochwasseropfer mit 7000 Besuchern statt (mit Stars wie DJ Ötzi, Hansi Hinterseer und den Kastelruther Spatzen). Mehr als 1.750.000 Euro wurden bei dieser Aktion für die Hochwasseropfer gespendet.